# 심사원통도법

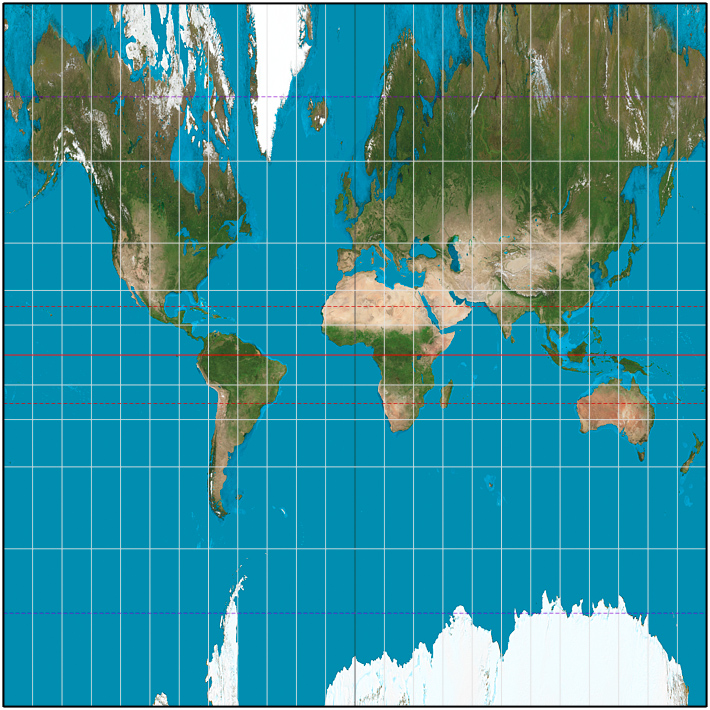

심사원통도법 또는 원통중심도법(圓筒中心圖法, central cylindrical projection)은 구의 중심에서 적도에 접하는 원통으로 투영하는 지도 투영법이다. 마치 지구 중심에 있는 광원에서 나오는 것처럼 적도에 접하는 원기둥에 지구 표면을 투사하는 것과 같다. 그런 다음 원통은 투영된 자오선 중 하나를 따라 절단되고 평평한 지도로 펼쳐진다.

## 같이 보기
- 심사도법